# Galveston
Galveston é uma cidade e a sede do Condado de Galveston, localizado ao longo da região da Costa do Golfo no estado do Texas, nos Estados Unidos dentro da área metropolitana de Houston-Sugar Land-Baytown. Segundo o Censo dos Estados Unidos, a cidade tinha uma população total de 53 mil habitantes. Galveston é acessível por uma causeway ligando a Ilha de Galveston ao continente no extremo norte da cidade, uma ponte pedagiada no extremo ocidental da ilha e por uma balsa no extremo leste da cidade.

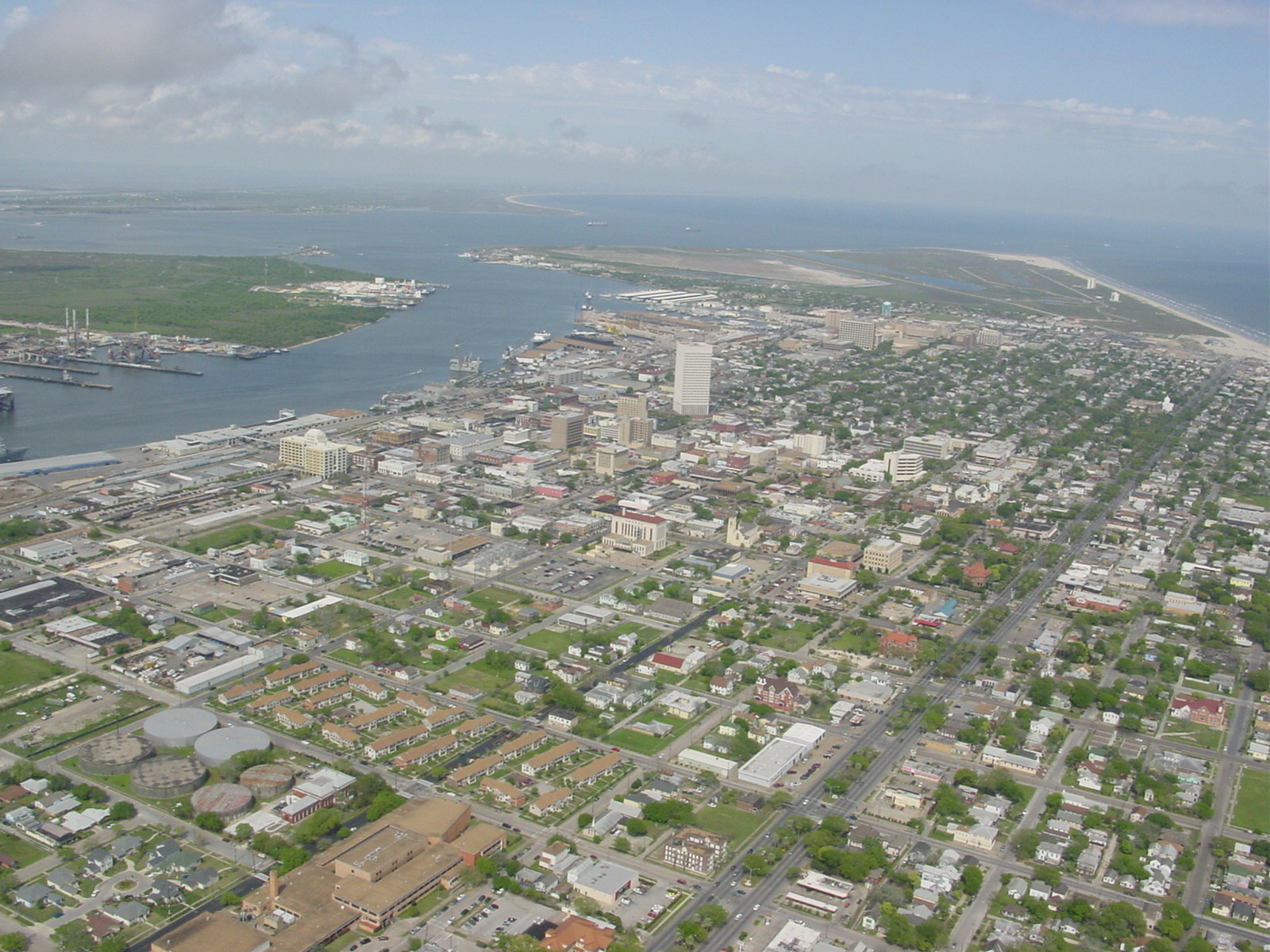
Galveston

Galveston é conhecido pelas suas vizinhanças históricas e por um longo dique de 15 km que serve para proteger a cidade de enchentes e marés ciclônicas.
As casas da cidade têm muitas atrações turísticas. As atrações incluem o complexo de parques aquáticos de Schlitterbahn, Moody Gardens, o museu e poço de petróleo ao largo da costa de Ocean star, o Lone Star Flight Museum, um centro histórico conhecido como "The Strand", muitos museus e mansões históricas e quilômetros de praias. O centro histórico recebe várias festividades anuais, tais como a "Mardi Gras", o "Galveston Island Jazz & Blues Festival" (Festival de Jazz & Blues da Ilha de Galveston), "Texas Beach Festival" (Festival das Praias do Texas), "Lone Star Bike Rally" (Rali de Bicicletas Estrela Solitária) e um festival de natal de tema vitoriano chamado "Dickens on the Strand" (homenageando os trabalhos do novelista Charles Dickens, especialmente sobre "Um Coral Natalino" no começo de Dezembro. Galveston também é a casa do Balinese Room uma discoteca histórica, que era antes uma notória casas de jogos ilegais, localizada sobre um píer de 200 metros de comprimento, estendendo-se até o Golfo do México.
Galveston é a segunda maior cidade em população do Condado de Galveston, apenas perdendo para League City. League City passou Galveston em número de habitantes após o ano 2000.